# Машко Іван Іванович
Іва́н Іва́нович Машко́ (1897 , Гаврилівка, Мелітопольський повіт, Таврійська губернія, Російська імперія  — невідомо ) — український радянський діяч. Депутат Верховної Ради УРСР 1-го скликання (1938–1947).

## Біографія
Народився 1897 року в родині селянина-бідняка в селі Гаврилівка, нині Мелітопольський район, Запорізька область, Україна. З 13 років наймитував у заможних селян.
У 1916–1917 роках — рядовий у царській армії. 1917 року, після революції, повернувся в Гаврилівку.
У 1918 році — боєць радянського партизанського загону. У 1918–1922 роках — у Червоній армії у складі 520-го полку 58-ї дивізії, брав участь у боях за Перекоп, на польському фронті.
Після демобілізації жив та працював у своєму господарстві в селі Гаврилівці на Мелітопольщині. У 1928 році — член правління Веселівської райспоживспілки.
Член ВКП(б) з 1930 року.
У 1930–1932 роках — завідувач дільниці радгоспу «Веселе», у 1932–1935 роках — заступник директора і завідувач свиноферми радгоспів «Известия» і «Веселе» Дніпропетровської області.
У 1935–1937 роках — слухач Вищої комуністичної сільськогосподарської школи імені Сталіна в Дніпропетровську.
З жовтня 1937 року — директор Дмухайлівської машинно-тракторної станції села Дмухайлівки Котовського району Дніпропетровської області.
26 червня 1938 року обраний депутатом Верховної Ради УРСР 1-го скликання по Магдалинівській вибочій окрузі № 199 Дніпропетровської області.
У 1938—1941 роках — керуючий Дніпропетровського обласного відділу тресту «Союззаготтранс».
Під час німецько-радянської війни — в евакуації в Сталінграді, начальник відділу кадрів Сталінградського обласного відділу тресту «Союззаготтранс».
З листопада 1943 року — керуючий Дніпропетровського обласного відділу тресту «Союззаготтранс».